# 中能登農道橋
中能登農道橋（なかのとのうどうきょう）は、石川県七尾市の中島地区と能登島地区を結ぶ斜張橋。愛称はツインブリッジのと。
能登島大橋が1998年（平成10年）7月1日に償還完了により無料開放された後の1999年（平成11年）3月27日に開通。橋長620 m。

## 概要
- 中能登農道橋（広域農道能登島第2地区）
- 経由地：七尾市中島町長浦 - 七尾市能登島町通
- 車道幅員：6.5 m（歩道1.5 m）

中島地区側に「長浦うるおい公園」が整備されており、七尾湾を望む展望台が設置されている。
2007年（平成19年）3月25日の能登半島地震により能登島大橋が全面通行止めとなり、本土から能登島間の移動手段確保のため4月2日までは制限付ながら通行は可能だった（4月14日から27日は補修工事で通行止めになった）。

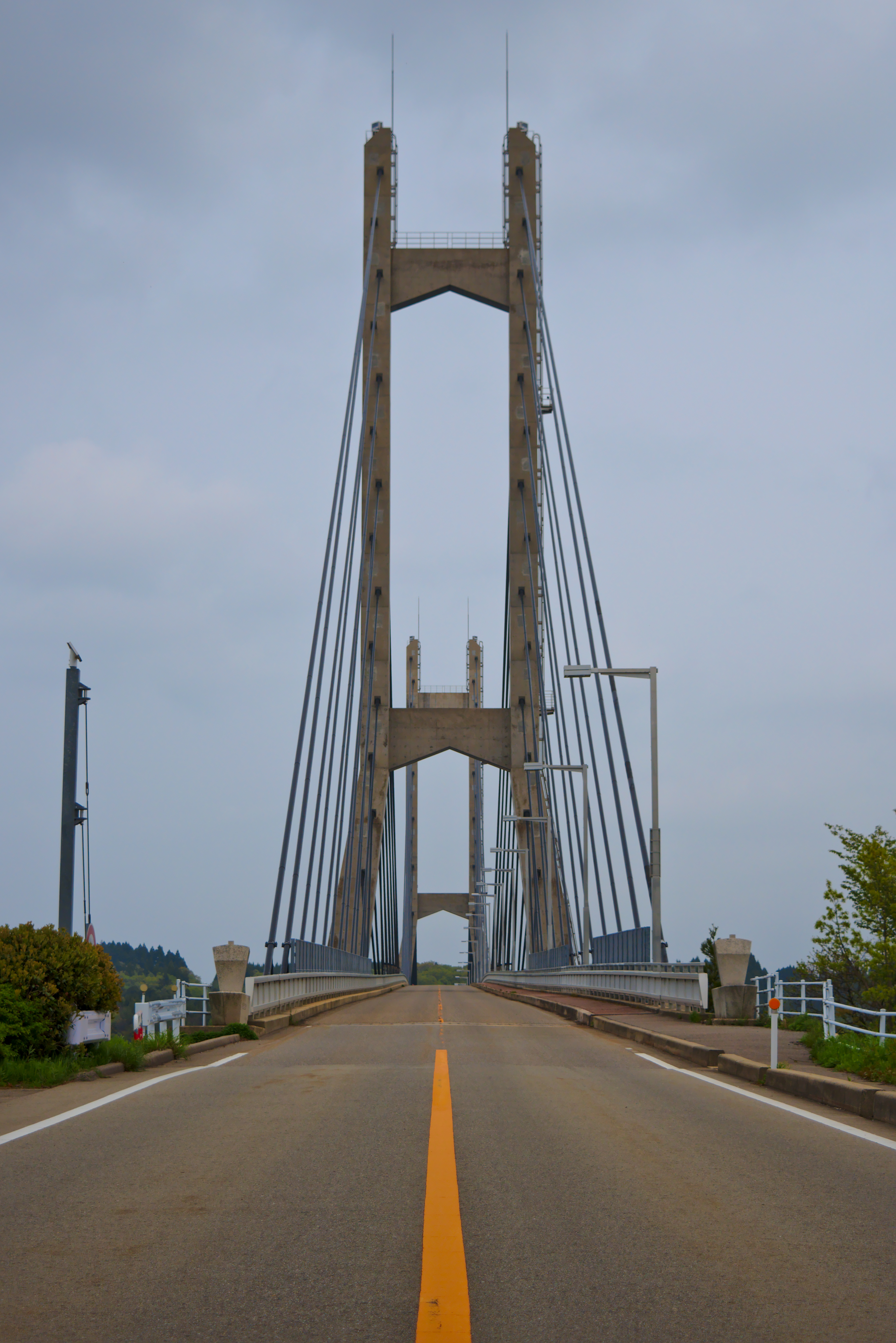
ツインブリッジのと